# Вписане коло

Трикутник (чорний) з вписаним колом (синє), зовнішніми вписаними колами (помаранчеві), бісектрисами внутрішніх (червоні) та зовнішніх (зелені) кутів.

Вписане коло трикутника — це найбільше коло, розташоване в трикутнику, яке дотичне до трьох його сторін.
Аналогічно, вписане коло багатокутника — це найбільше коло, що розташоване всередині багатокутника, і яке дотикається до всіх його сторін.
Центр вписаного в трикутник кола називають інцентром. Інцентр також є точкою перетину бісектрис трикутника. Традиційно позначають латинською літерою I.
Центр вписаного кола можна знайти, як точку перетину трьох бісектрис внутрішніх кутів. 
Зовнівписане коло трикутника — це  коло, що розташоване ззовні трикутника, і яке дотичне до однієї його сторони і продовжень двох інших сторін.
Зовнівписане коло багатокутника — це  коло, що розташоване ззовні багатокутника, і яке дотикається до однієї його сторони і продовжень двох інших суміжних сторін.
Центр зовнівписаного кола можна знайти, як точку перетину бісектриси внутрішнього кута і двох бісектрис зовнішніх кутів. З цього випливає, що центр вписаного кола разом з трьома центрами зовнішніх вписаних кіл утворюють ортоцентричну систему.

## Властивості інцентра
- Інцентр є першим центром, чудовою точкою трикутника х(1), у Енциклопедії центрів трикутника Кларка Кімберлінга.
- Інцентр лежить на однаковій відстані від усіх сторін трикутника.
- Інцентр ділить бісектрису кута {\displaystyle A} у відношенні {\displaystyle {\frac {b+c}{a}}}, де {\displaystyle a}, {\displaystyle b}, {\displaystyle c} — сторони трикутника.
- Теорема про трилисник (або лема про тризубець). Якщо продовження бісектриси кута А перетинає описане навколо трикутника ABC коло в точці {\displaystyle W}, то справедлива рівність: {\displaystyle WB=WC=WI=WO}, де {\displaystyle O} — центр зовнішнього вписаного кола, що дотикається до сторони {\displaystyle BC}.
- Формула Ейлера. Квадрат відстані між інцентром {\displaystyle I} і центром описаного кола {\displaystyle O} дорівнює {\displaystyle OI^{2}=R^{2}-2Rr}, де {\displaystyle R} і {\displaystyle r} — радіуси відповідно описаного та вписаного кіл.

## Властивості вписаного кола
- У кожен трикутник можна вписати коло, притому тільки одне.

В багатокутник можна вписати коло лише у випадку, коли всі бісектриси його внутрішніх кутів перетинаються в одній точці.
- Центр I вписаного кола називається інцентром, він рівновіддалений від усіх сторін і є точкою перетину бісектрис внутрішніх кутів багатокутника.
- Радіус вписаного в трикутник кола дорівнює

{\displaystyle r={\frac {S}{p}}={\sqrt {\frac {(p-a)(p-b)(p-c)}{p}}}}
де S — площа трикутника, а p — півпериметр.
- Якщо AB — основа рівнобедреного {\displaystyle \triangle ABC}, то коло, дотичне до сторін кута {\displaystyle \angle ACB} в точках A і B, проходить через інцентр трикутника ABC.
- Якщо пряма, що проходить через точку I паралельно стороні AB, перетинає сторони BC і CA в точках A1 і B1, то {\displaystyle A_{1}B_{1}=A_{1}B+AB_{1}}.
- Точки дотику вписаного в трикутник T кола з'єднані відрізками утворюють трикутник T1.
  - Бісектриси T є серединними перпендикулярами T1.
  - Нехай T2 — ортоцентричний трикутник T1. Тоді його сторони паралельні сторонам вихідного трикутника T.
  - Нехай T3 — серединний трикутник T1. Тоді бісектриси T є висотами T3.
  - Нехай T4 — ортотрикутник T3, тоді бісектриси T є бісектрисами T4.
- Радіус вписаного в прямокутний трикутник з катетами a, b і гіпотенузою c кола дорівнює {\displaystyle {\frac {a+b-c}{2}}}.
- Відстань від вершини С трикутника до точки, в якій вписане коло дотикається сторони, дорівнює {\displaystyle d={\frac {a+b-c}{2}}=p-c}.
- Відстань від вершини C до центра вписаного кола дорівнює {\displaystyle l_{c}={\frac {r}{\sin({\frac {\gamma }{2}})}}}, де r — радіус вписаного кола, а γ — кут вершини C.
- Відстань від вершини C до центра вписаного кола може також бути знайдено за формулами {\displaystyle l_{c}={\sqrt {(p-c)^{2}+r^{2}}}} і {\displaystyle l_{c}={\sqrt {ab-4Rr}}}
- Лема Верр'єра[1]: нехай коло {\displaystyle V} дотичне до сторін {\displaystyle AB}, {\displaystyle AC} і дуги {\displaystyle BC} описаного кола трикутника {\displaystyle ABC}. Тоді точки дотику кола {\displaystyle V} зі сторонами і центр вписаного кола трикутника {\displaystyle ABC} лежать на одній прямій.